# مانوئل اسکاون
مانوئل اسکاون (انگلیسی: Manuel Scavone؛ زادهٔ ۳ ژوئن ۱۹۸۷) بازیکن فوتبال اهل ایتالیا است.
از باشگاه‌هایی که در آن بازی کرده‌است می‌توان به باشگاه فوتبال لچه، باشگاه فوتبال پارما، باشگاه فوتبال باری، باشگاه فوتبال نووارا، و باشگاه فوتبال پرو ورچلی اشاره کرد.
وی همچنین در تیم ملی فوتبال Italy U-20 Serie C بازی کرده‌است.